# Teplivka, Pîreatîn
Teplivka (în ucraineană Теплівка) este o comună în raionul Pîreatîn, regiunea Poltava, Ucraina, formată numai din satul de reședință.

## Demografie
Componența lingvistică a comunei Teplivka
     Ucraineană (98,51%)
     Rusă (1,31%)
Conform recensământului din 2001, majoritatea populației comunei Teplivka era vorbitoare de ucraineană (98,51%), existând în minoritate și vorbitori de rusă (1,31%).